# 박성우 (축구 선수)
박성우(한국 한자: 朴成祐, 1996년 5월 14일 ~ )는 대한민국의 축구 선수로, 포지션은 중앙 미드필더, 수비형 미드필더 그리고 풀백을 소화한다. 현 K리그2 충남 아산 FC 소속이다.

## 유소년 경력
박성우는 초등학교 때부터 스트라이커, 윙어, 공격형 미드필더 등 다양한 포지션을 소화하며 성장하였다. 중동중학교 축구부를 거쳐 2012년 당시 FC 서울 유소년 팀이었던 동북고등학교 축구부에 입단했다. 그러나 박성우는 동북고에서 적응에 어려움을 겪고, 2014년 중동고등학교 축구부로 옮겼다. 중동고등학교 축구부에서는 고등부 남부 권역 리그 득점왕을 차지하는 등 고등리그에서 좋은 활약을 펼쳤으나, 대학 진학에는 어려움을 겪었다. 막판에 전주대학교 축구부 감독 정진혁 감독의 부름을 받아 입단할 수 있었다. 공격적인 포지션에서 재능을 꽃피워 오던 박성우였으나, 대학 진학 이후 한종원 코치의 지도 아래 중앙 미드필더 내지는 수비형 미드필더로 포지션을 변경하게 되었다. 3학년이 되는 2017년 U리그에서 좋은 활약을 펼쳤다. 11월 24일 펼쳐진 왕중왕전 결승전에서 선제골을 기록하였으나, 이후 고려대학교 축구부에게 두 골을 허용하였고, 결국 준우승을 차지하였다.

## 클럽 경력
2017년 12월 12일 K리그 챌린지의 서울 이랜드 FC에 입단하였다. 5월 19일 부천 FC 1995와의 K리그2 12라운드 원정 경기에 선발 출전하여, 본인의 프로 데뷔전을 치렀다. 2019 시즌 6월 24일 펼쳐진 부천 FC 1995와의 16라운드 원정 경기에서 득점하며, 자신의 프로 데뷔 첫 골을 성공시켰다.
2022시즌을 앞두고 충남 아산 FC에 입단했다.

## 수상

### 팀

#### 전주대학교
- U리그 왕중왕전 (준우승 1회)
  - 2017

## 기타
고등시절 롤모델로 폴 포그바 선수를 뽑았었다.